# La Descubierta (ort)
La Descubierta är en ort i Dominikanska republiken.   Den ligger i provinsen Independencia, i den västra delen av landet, 180 km väster om huvudstaden Santo Domingo. La Descubierta ligger 31 meter över havet och antalet invånare är 5 521.
Terrängen runt La Descubierta är varierad. Runt La Descubierta är det ganska glesbefolkat, med 30 invånare per kvadratkilometer. Närmaste större samhälle är Jimaní, 15,4 km sydväst om La Descubierta. I omgivningarna runt La Descubierta växer huvudsakligen savannskog.